# Preus Museum

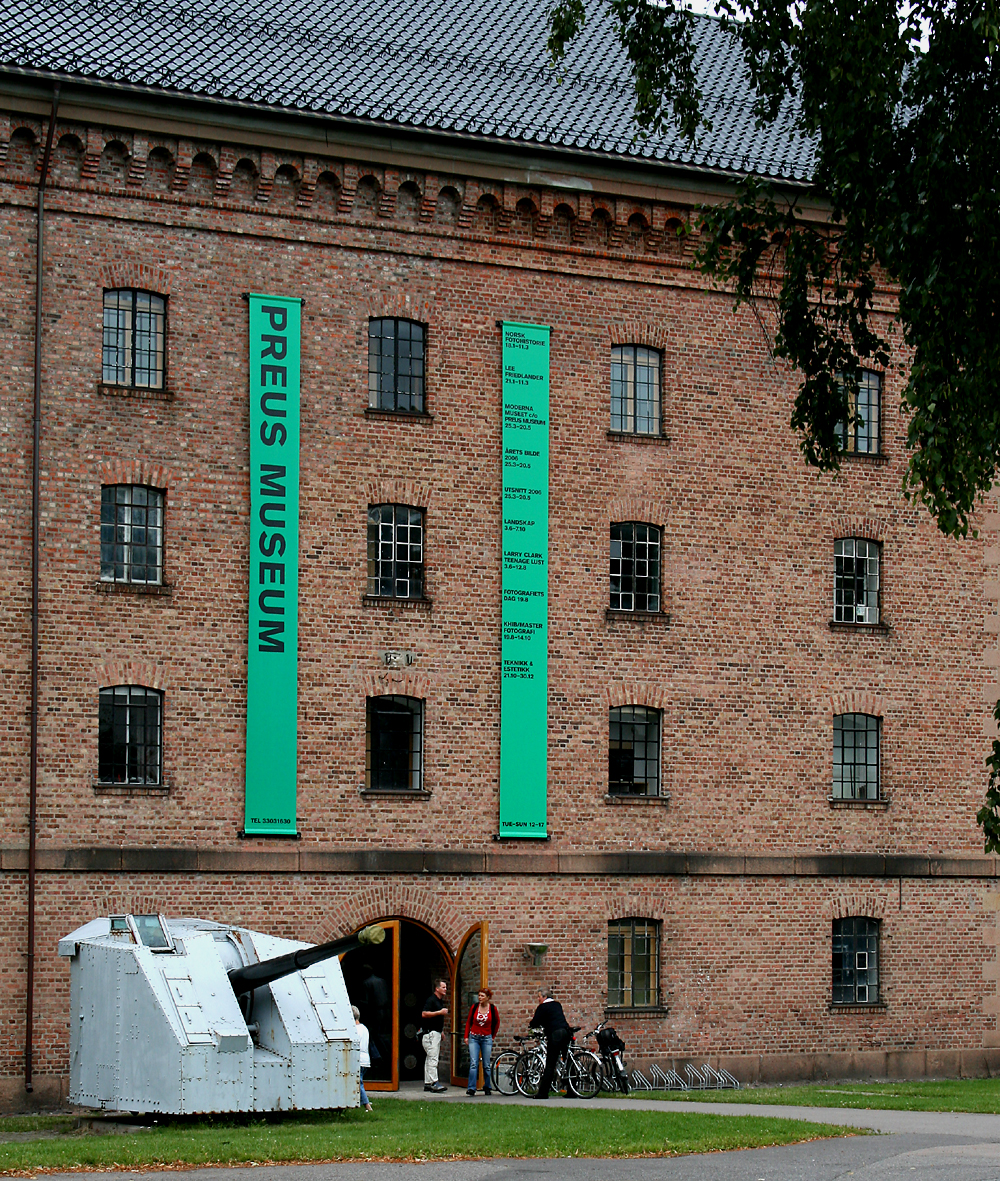

O Museu Preus é o museu nacional de fotografia em Horten, Noruega. Inicialmente, foi um museu privado pertencente à família Preus, mas em 1995 foi comprado pelo governo norueguês.
Em 2001, seu conteúdo foi transferido para um edifício construído por volta de 1860 na base naval de Karljohansvern, equipado pelo arquiteto Sverre Fehn e em 2005 mudou seu nome de Museu Nacional de Fotografia (Fotomuseo Preus) para o atual. Também foi feita uma mudança na imagem institucional com a criação de uma página na web, uma nova imagem gráfica e uma exposição permanente renovada.